# Politique au Tchad

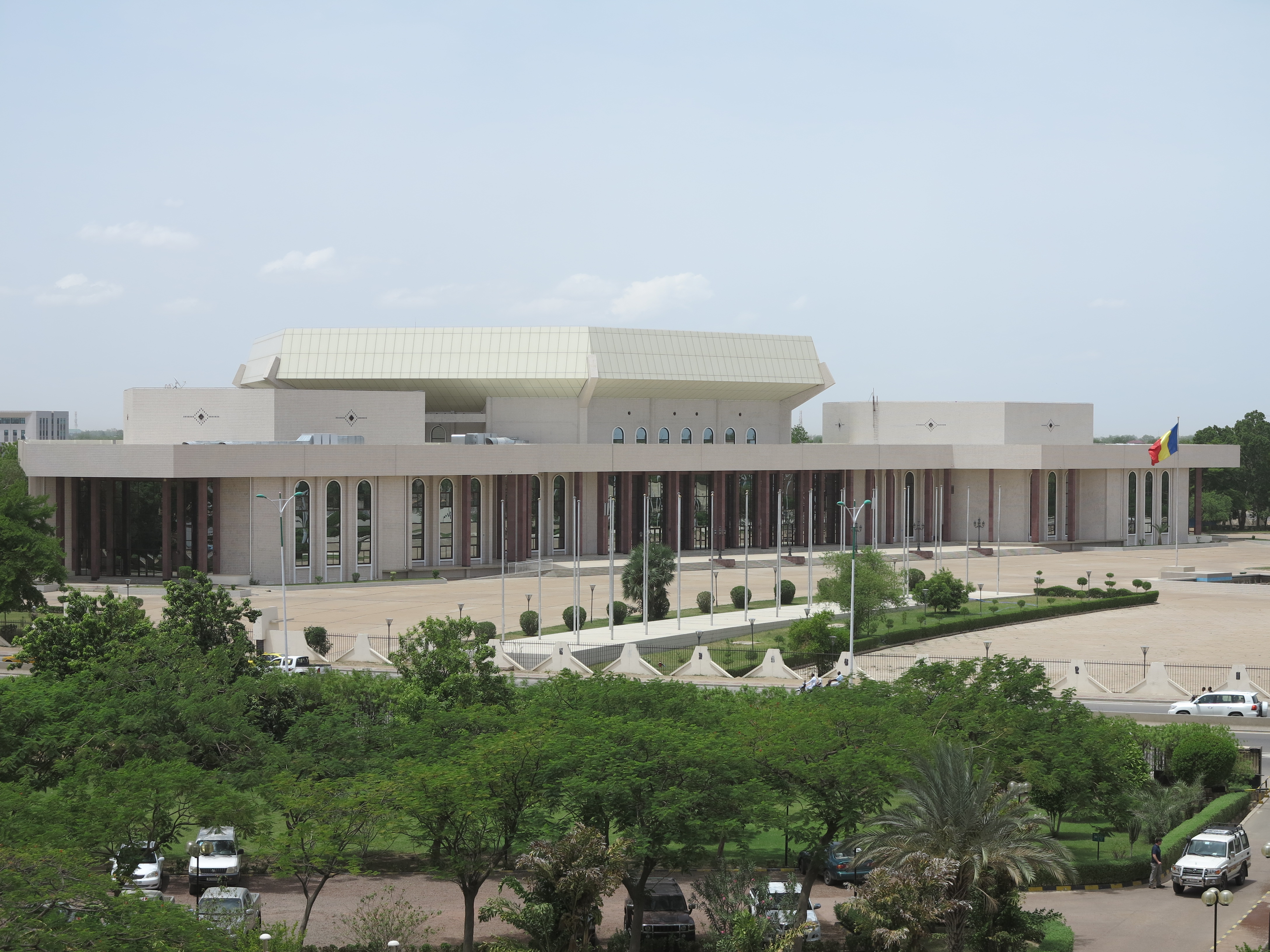
Assemblée nationale tchadienne

La politique au Tchad s'exerce en temps normal dans le cadre d'une république à régime présidentiel prévue par la Constitution en vigueur promulguée le 4 mai 2018.
Cette situation est troublée  par la mort le 20 avril 2021 du président Idriss Déby, au pouvoir depuis 1990. Le pouvoir est assumé par un conseil militaire de transition qui dissout l'Assemblée nationale et le gouvernement. L'Union africaine exige du gouvernement provisoire militaire une transition vers un régime démocratique en dix-huit mois à compter du 20 avril 2021.

## Organisation
Ces institutions étaient actives avant la période de transition déclenchée par la mort d'Idriss Déby Itno.

### Pouvoir exécutif
Le président de la République nomme les membres du gouvernement, et jouit d'une influence considérable quant à la nomination des juges, des généraux, des préfets et des dirigeants des entreprises para-étatiques.
Après avoir renversé Hissène Habré en décembre 1990, Idriss Déby remporte les élections présidentielles de 1996 et 2001. En 2005, il fait supprimer la limite de deux mandats présidentiels fixée dans la constitution de 1996. En 2018, il fait adopter une nouvelle constitution qui supprime le poste de Premier ministre et autorise le président de la République à légiférer sans passer par l'Assemblée. En 2020 est adoptée une révision de la constitution qui crée le poste de vice-président de la République.

#### Transition militaire (2021)
Depuis la mort d'Idriss Déby le 20 avril 2021, le pouvoir est concentré entre le mains d'un Conseil militaire de transition présidé par un de ses fils, pour une durée annoncée de dix-huit-mois. Le gouvernement et l'Assemblée nationale sont dissous.
| Fonction                                                  | Nom                 | Parti | Depuis        |
| --------------------------------------------------------- | ------------------- | ----- | ------------- |
| Président de la République Président du Conseil militaire | Mahamat Idriss Déby | MPS   | 20 avril 2021 |
| Premier ministre du Tchad                                 | Allamaye Halina     | MPS   | 23 mai 2024   |

### Pouvoir législatif
Le parlement est normalement bicaméral, mais le sénat n'ayant pas encore été installé, ses attributions ont été dévolues à l'Assemblée nationale temporairement. Une révision de la constitution adoptée le 26 mai 2004 a institué le principe d'un parlement à une seule chambre, évolution entérinée par un référendum en 2005. La révision constitutionnelle de novembre 2020 a de nouveau décidé de la création d'un Sénat.
Les dernières élections législatives se sont tenues en 2011. Le renouvellement de l'Assemblée, prévu depuis 2015, a une nouvelle fois reporté en 2017. Avant la mort d'Idriss Déby, il était censé avoir lieu le 24 octobre 2021. Le conseil militaire de transition promet alors la tenue d'élections au bout de dix-huit mois.

### Pouvoir judiciaire
Le président de la République nomme les principaux membres du système judiciaire. La Cour suprême est composée d'un président nommé par le chef de l'État et de 15 conseillers, nommés par le chef de l'État et le parlement. Toutes les nominations le sont à vie.
Le Conseil constitutionnel compte neuf juges élus pour neuf ans et a le pouvoir de réviser toute loi ou traité international avant son adoption.
La Constitution reconnaît le droit coutumier et traditionnel tant que cela n'interfère pas avec l'ordre public ou les droits constitutionnels des citoyens.

## Partis politiques et élections
- Action tchadienne pour l'unité et le socialisme (en) (ACTUS)
- Alliance nationale de la résistance (ANR)
- Mouvement patriotique du Salut (MPS)
- Mouvement pour la démocratie et la justice au Tchad (MDJT)
- Parti pour la démocratie et l'indépendance intégrales (PDI)
- Rassemblement des forces pour le changement (RFC)
- Union des forces de la résistance (UFR)
- Union des forces pour la démocratie et le développement (UFDD)
- Union des forces pour le changement et la démocratie (UFCD)
- Union nationale pour la démocratie et le renouveau (UNDR)
- Rassemblement pour la démocratie et le progrès (RDP)
- Rassemblement pour la démocratie et le progrès/rénové (RDP/R)

## Vie politique

### 1990 - 2005
Un référendum a eu lieu le 6 juin 2005 pour modifier la Constitution de 1996 sur plusieurs aspects préalablement votés par l'Assemblée nationale le 23 mai 2004. Le point le plus important est la fin de la limitation des mandats (modification de l'article 61 de la constitution du 31 mars 1996). Désormais le président peut se représenter plus de deux fois.

### 2006 - 2015
Le 3 mai 2006, Idriss Déby est réélu au suffrage universel avec 64,67 % des votes exprimés. Des groupes d'opposants dénoncent un scrutin truqué avec la complicité de la Commission nationale électorale, d'autres appellent au boycott. Peu avant cette date, le 13 avril 2006, de brefs combats ont lieu dans la périphérie de N'Djaména, entre une faction de la rébellion, le FUC (Front uni pour le changement) et les troupes gouvernementales. Idriss Déby accuse le Soudan de soutenir ses adversaires.
Le 2 février 2008, les rebelles prennent la capitale du pays N'Djaména, à l'exception du palais présidentiel où le président Idriss Déby semble s'être réfugié. Le 4 février, le Conseil de sécurité de l'ONU condamne les attaques contre le gouvernement tchadien. L'armée tchadienne repousse les rebelles avec l'aide logistique de la France, qui envoie des troupes supplémentaires. La stabilité régionale au Tchad est alors assurée conjointement par la force de l'Union européenne EUFOR (déployée de mars 2008 à mars 2009, environ 3 000 soldats) et par les forces françaises de l'opération Épervier. Menant une guerre de mouvement, les rebelles venus du Soudan voisin multiplient les attaques rapides dans l'est du pays avec pour but avoué la chute du gouvernement tchadien. En juin 2008, des combats ont opposé pour la première fois l'EUFOR et ces rebelles autour de la ville de Goz Beïda, au sud d'Abéché.
Le 25 avril 2011, Idriss Déby est réélu pour un quatrième mandat dès le premier tour de l'élection présidentielle par 88,7 % des voix, face à Albert Pahimi Padacké (6 %) et Madou Nadji (5,3 %). L'élection est boycottée par l'opposition.

### 2016 - 2019
En février 2016, Idriss Déby est nommé par son parti pour concourir lors de la future élection présidentielle se déroulant en avril 2016. Il fait alors figurer dans son programme l'instauration d'une limite des mandats dans la constitution, déclarant qu'« en 2005, la réforme de la constitution était menée dans un contexte où la nation était en danger » tandis qu'en 2016, le Tchad « ne peut pas se concentrer sur un système qu'un changement de pouvoir mettrait en difficulté ». Idriss Déby est élu le 10 avril 2016, entamant ainsi son cinquième mandatL’opposition conteste les résultats de cette élection,.
En février 2017, Le gouvernement annonce un report des élections parlementaires prévues en alléguant un manque de moyens financiers pour les organiser.
En avril 2018, le parlement approuve une nouvelle constitution qui accorde des pouvoirs étendus au président.

### Années 2020
Idriss Déby est réélu président de la République au premier tour le 11 avril 2021 avec 79% des voix dans un scrutin largement boycotté par l'opposition. Quelques jours plus tard, il est mortellement blessé lors d'une visite sur le front opposant l'armée tchadienne aux rebelles du Front pour l’alternance et la concorde au Tchad. Idriss Déby meurt le 20 avril à N'djamena.